# Nhót rừng
Nhót rừng (danh pháp hai phần: Elaeagnus bonii) là một loài thực vật có hoa trong họ Elaeagnaceae. Loài này được Lecomte mô tả khoa học đầu tiên năm 1915.